# Windows高级光栅化平台
Windows高级光栅化平台（Windows Advanced Rasterization Platform，缩写WARP）是Windows 7及更高版本中的一个软件光栅化程序、DirectX图形运行时组件。通过“适用于Windows Vista的平台更新”，它也可用于Windows Vista和Windows Server 2008。
WARP可以在无兼容硬件、内核模式应用程序、无头环境等情况下使用，或用于远程桌面连接客户端的Direct2D/DirectWrite远程渲染。
WARP是一个全功能Direct3D 10.1渲染设备，运行在多核心CPU上时性能与目前低端的显示卡（如Intel GMA 3000）相当。为了达到这种渲染性能水平，WARP采用了如即時編譯到x86机器码等先进的技术，并支持如SSE2和SSE4.1等先进矢量扩展。
WARP支持Direct3D 11运行时，并也兼容功能级别10_1, 10_0、9_3、9_2和9_1；在Direct3D 11.1运行时中，WARP也支持功能级别11_0和11_1。
在Windows 8中，WARP提供了“微软基本渲染设备”，取代了内核模式的VGA驱动程序。在Windows 8.1中，WARP被更新为支持功能级别11_1和平铺资源。
在Windows 10中，WARP更新为支持Direct3D 12的功能级别12_1；在Direct3D 12下，WARP也取代了参考的光栅化渲染器（Reference rasterizer）。